# Gilles-François Closson
Gilles-François Closson (Liegi, 1796 – Liegi, 1842) è stato un pittore belga.

## Biografia
La formazione artistica di François Closson iniziò nel 1815 presso lo studio di Philippe-Auguste Hennequin nella città di Tournai. Nel 1817 egli si trasferì a Parigi, nell'atelier di Antoine-Jean Gros. Qualche anno dopo (1824) ottenne una borsa di studio dalla Fondazione Lambert Darchis per un soggiorno a Roma, dove rimase dal 1825 al 1829.

Nel 1837 fu nominato professore all'"Accademia di Belle arti di Liegi", che era stata fondata solo due anni prima, e dove Closson insegnò per tutta la vita.
 
Morì prematuramente a Liegi nel 1842, all'età di 46 anni.
Fra i suoi allievi dell'Accademia spiccano Édouard van Marcke (1815-1884) e Charles Soubre (1821-1895).

## Galleria d'immagini

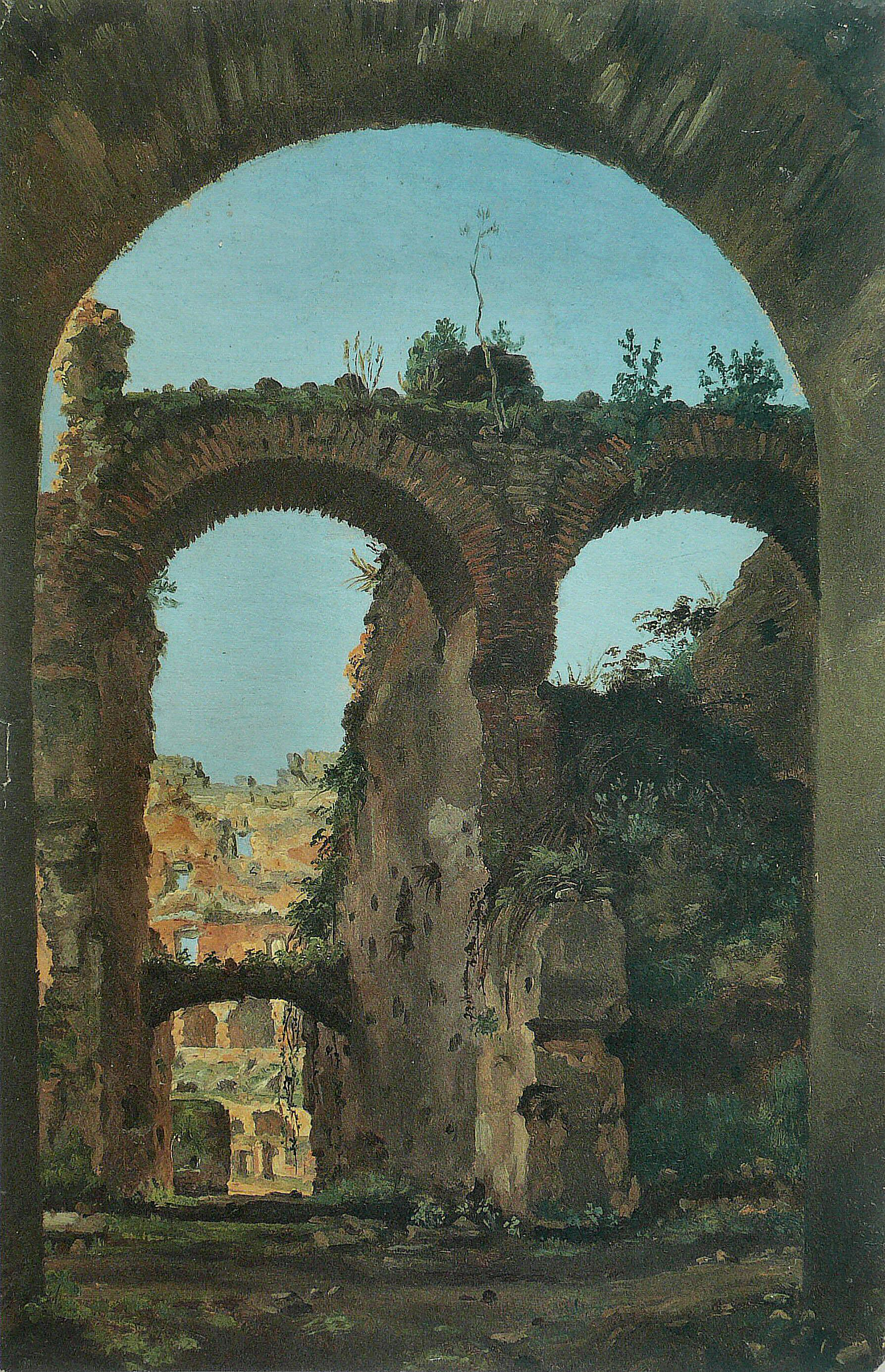
Il Colosseo
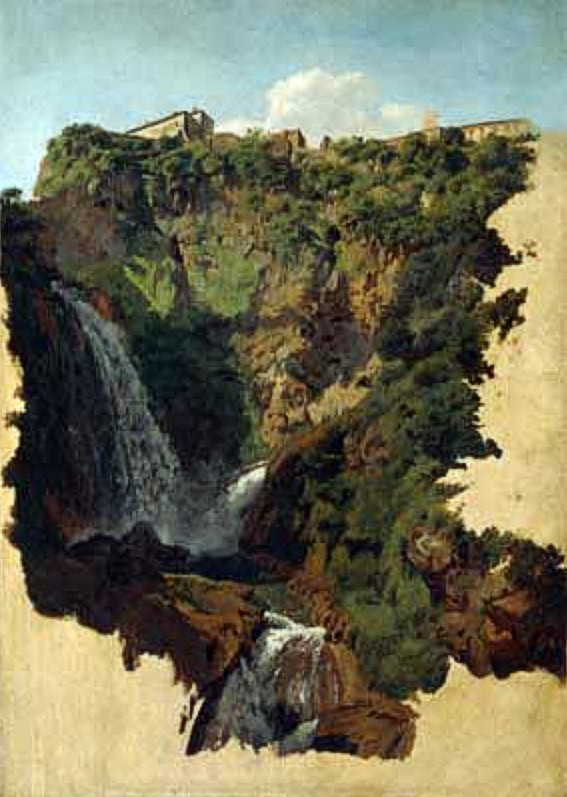
La cascata delle Marmore
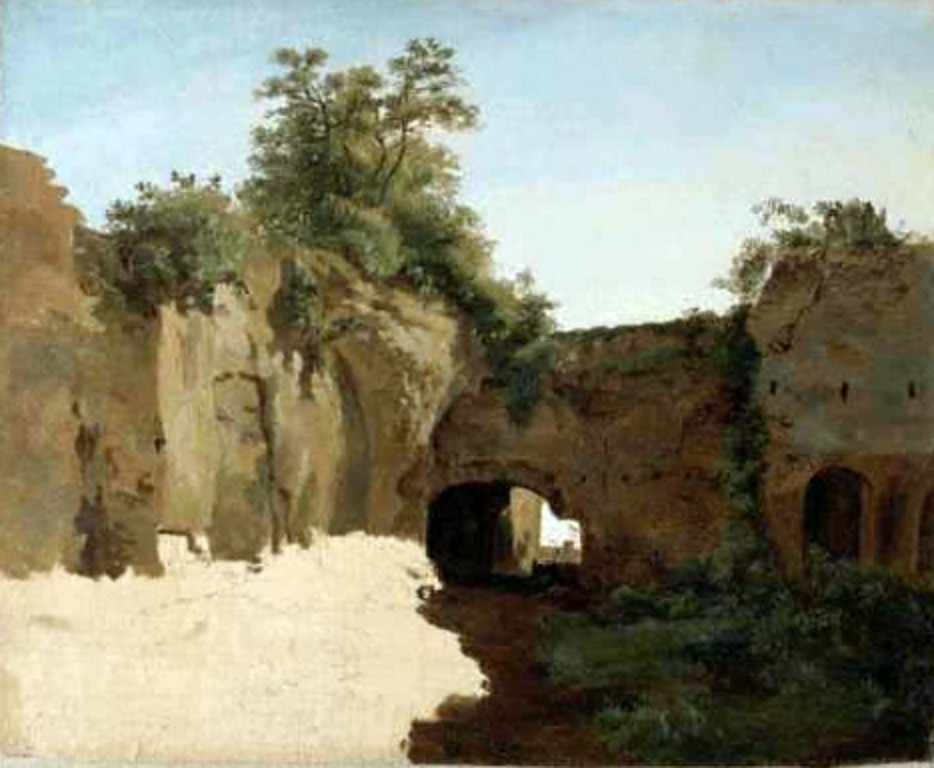
Le terme di Caracalla